# Línea L5 (Montevideo)
La línea L5 es una línea local de la terminal de Paso de la Arena, une dicha terminal con la intersección de la Avenida Luis Batlle Berres y el Camino Gori.

## Características
Circula todos los días hábiles desde las 07:21 de la mañana hasta las 21:32 de la noche y los sábados de 08:30 hasta las 19:37, exceptuando los domingos y los días feriados, días en los que no hay servicio. 

## Recorridos
Circula en modalidad de circuito dentro del barrio Paso de la Arena. 
| - (Terminal de Paso de la Arena) - Avenida Luis Batlle Berres - Camino Tomkinson - Cosme Agulló - Camino Cibils - Avenida Luis Batlle Berres - Canino de Los Orientales - Del Tranvía a la Barra | - Del Tranvía a la Barra - Camino Los Camalotes - Avenida Luis Batlle Berres - Camino Gori - Camino Manuel Flores - Lomas de Zamora - Avenida Luis Batlle Berres - (Terminal Paso de la Arena) |